# Hemiphonus continuus
Hemiphonus continuus är en insektsart som först beskrevs av Walker, F. 1869.  Hemiphonus continuus ingår i släktet Hemiphonus och familjen syrsor. Inga underarter finns listade i Catalogue of Life.